# Qebelé
Un qebelé est la plus petite sous-division administrative de l'Éthiopie équivalente à un quartier ou à une zone rurale très restreinte. Les qebelés sont groupés en woreda, faisant eux-mêmes partis d'une zone régionale ethno-linguistique (kilil).